# 봉국사 (경기도)

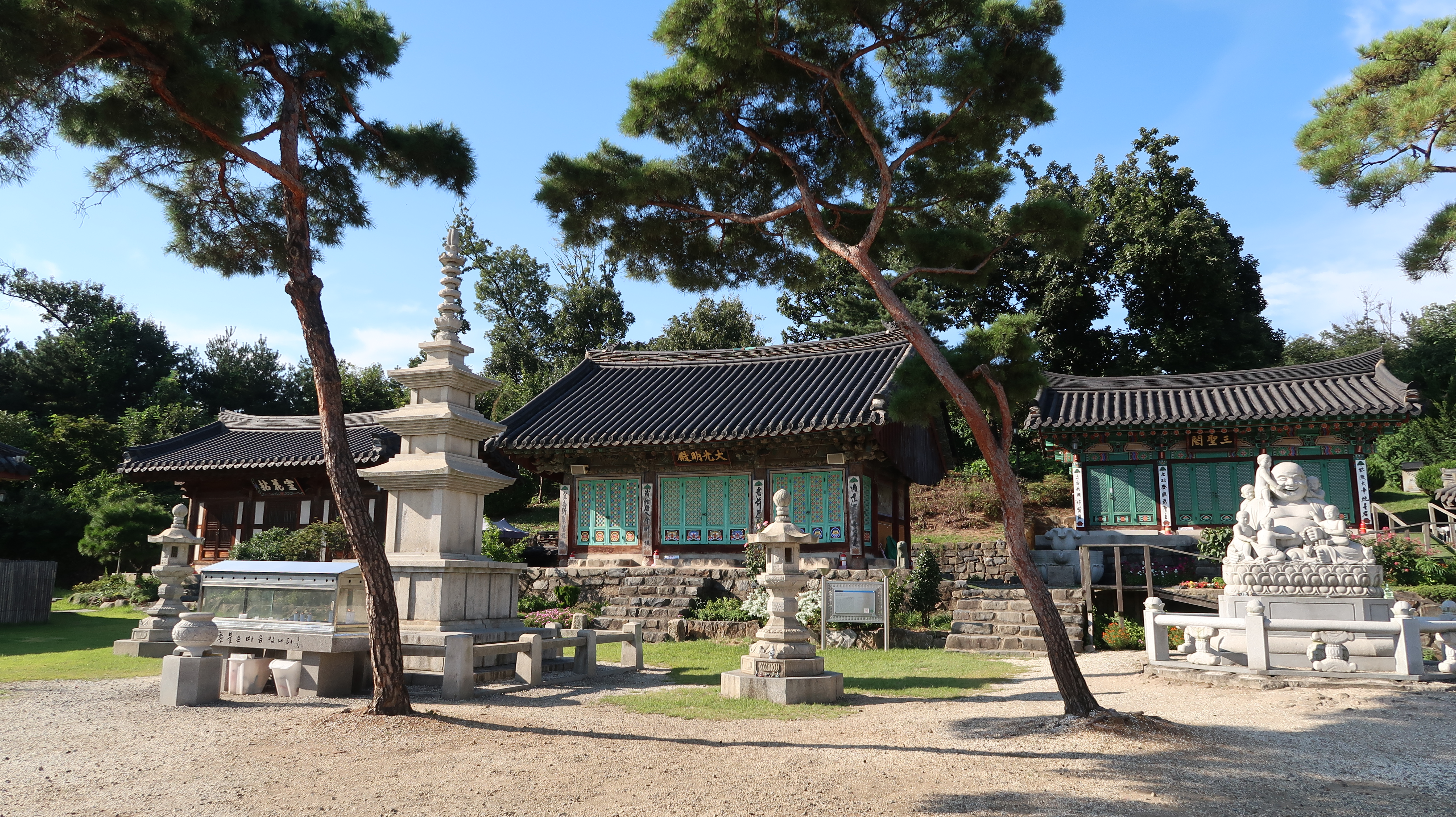
봉국사

봉국사(奉國寺)는 대한민국 경기도 성남시에 있는 사찰이다. 조선 현종이 요절한 두 딸 명선, 명혜 공주의 명복을 빌기 위하여 1674년에 승려 축존에게 명하여 건립한 절이다. 6.25전쟁으로 절이 거의 파괴되었는데 1958년 승려 법운에 의하여 대광명전의 중수가 이루어졌으며 1974년에 해체 수리되었다.

## 문화재 지정
- 봉국사 대광명전 - 경기도 유형문화재 제101호

## 갤러리

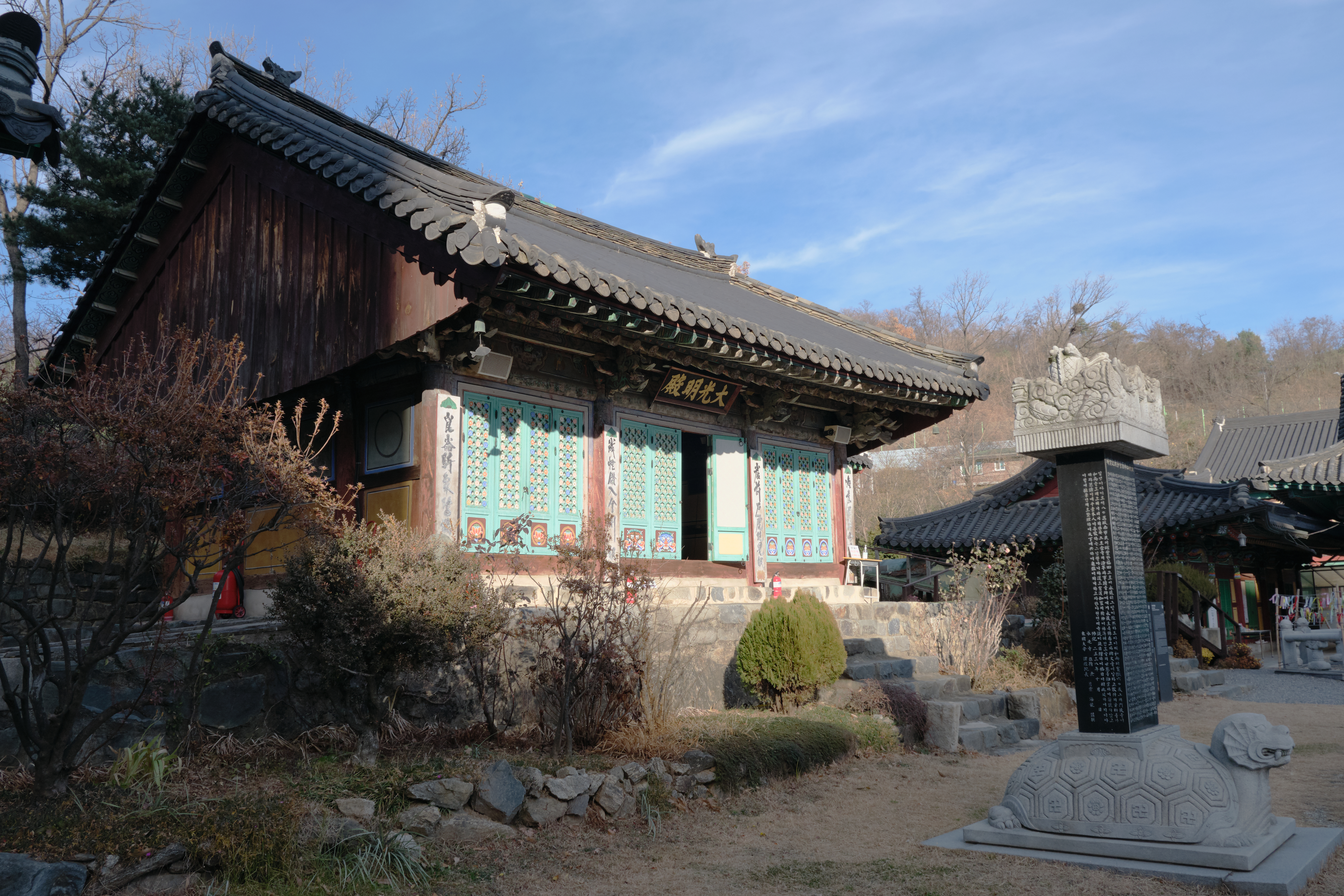
대광명전
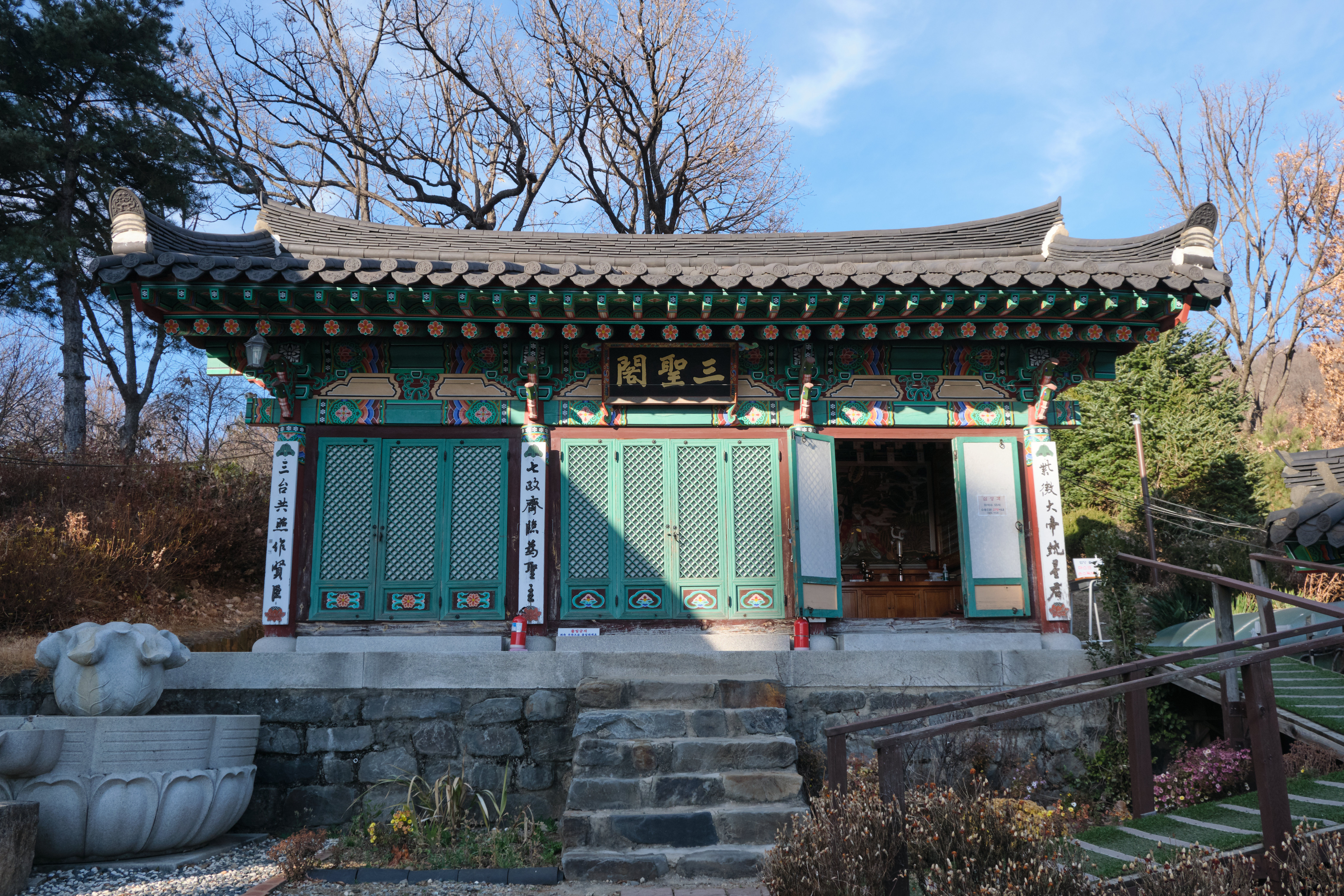
삼성각
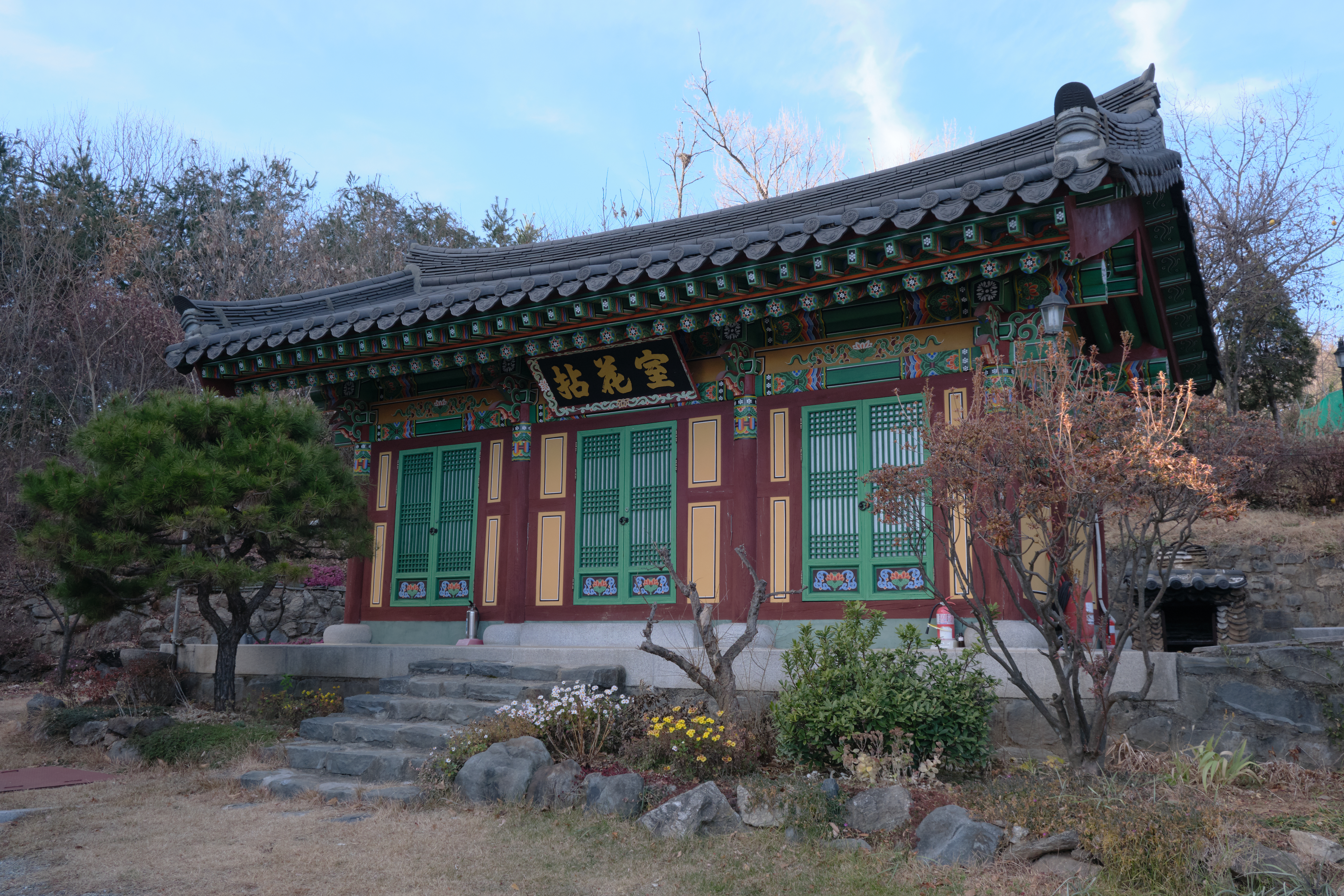
염화실